# Les Kenny
Les Kenny (1946 - 12 juni 1976) was een Australisch motorcoureur.
Les Kenny reed vanaf 1972 wedstrijden in Australië maar hij debuteerde in 1974 in de Isle of Man TT waar hij met Yamaha's in drie klassen (Formula 750 Classic TT, Senior TT en Junior TT) aan de start kwam. In het seizoen 1975 scoorde hij in de GP van Duitsland punten met een negende plaats in de 350cc-klasse. Ook in de Senior TT haalde hij een punt door tiende te worden.
In het seizoen 1976 startte hij weer op het eiland Man, maar in de eerste twee races viel hij uit. Tijdens de Lightweight 250 cc TT op 12 juni 1976 verongelukte hij bij Union Mills.